# (7616) Sadako
(7616) Sadako est un astéroïde de la ceinture principale.

## Description
(7616) Sadako est un astéroïde de la ceinture principale. Il fut découvert le 6 novembre 1996 à Oizumi par Takao Kobayashi. Il présente une orbite caractérisée par un demi-grand axe de 3,00 UA, une excentricité de 0,11 et une inclinaison de 9,4° par rapport à l'écliptique.

## Compléments